# 두영
두영(竇嬰, ? ~ 기원전 131년)은 중국 전한 중기의 외척이자 관료로, 자는 왕손(王孫)이며 신도군 관진현(灌津縣) 사람이다. 효문황후의 종형의 아들이며, 오초칠국의 난 진압에 공을 세워 위기후에 봉해졌고 무제 시기에 승상을 역임했다. 효경황후의 의붓동생 전분과 불화해, 전분 일파의 모함을 받아 사형에 처해졌다.

## 생애
문제 치세에는 오나라(당시 오왕은 유비)의 승상을 지내다가 병으로 물러났다. 경제가 즉위하면서 첨사가 됐다. 경제가 입조한 아우 양효왕을 불러 연회를 열고 술기운에 자신이 죽으면 양효왕에게 제위를 전하겠다고 하자 양효왕을 사랑하는 태후(효문황후)가 기뻐했는데, 제위는 부자상속으로 전해져야만 한다고 했다가 태후에게 미움을 샀고 자신도 당시 역임한 관직을 경시하던 차라 관직에서 물러났다. 태후가 문적에서 자기 이름을 빼버렸기에 이후에는 입조하지 못했다.
경제 3년(기원전 154년), 오초칠국의 난이 일어나자 경제에게 발탁돼 대장군에 임명되고 황금 천 근을 받았다. 원앙·난포 등 재야의 명장과 선비들을 추천하고, 황금은 모두 군리에게 맡겨 필요한 데 쓰게 하고 개인적으로 쓰지 않았다. 경제가 조나라와 제나라 방면으로는 각각 역기와 난포에게 직접 진압하게 했고, 두영에게는 형양(滎陽)을 지키면서 조나라와 제나라 방면의 병사를 감독하게 했다. 반란이 진압된 후에는 위기후(魏其侯)에 봉해졌고, 역시 반란 진압의 공으로 조후에 봉해진 주아부와 함께 조회에서 다른 열후들보다도 특별한 예우로 대접받았다.
경제 4년(기원전 153년), 경제의 첩복 중 장자인 임강민왕이 태자가 되면서 태자태부를 맡았다. 경제 7년(기원전 150년), 임강민왕이 태자에서 쫓겨나 임강왕이 되자 격렬히 반대하고, 칭탈해 전남산에서 몇 달간 은거하다 조정에 복귀했다. 임강민왕은 임강왕으로 있다 3년 만에 법령을 어겨 중위부에 갇혔는데, 중위 질도가 임강민왕이 황제에게 사죄하려고 서도(書刀)와 붓을 구하는 것을 막자 두영이 서도와 붓을 줘 임강민왕은 이것으로 황제에게 사죄하는 글을 쓰고 자결했다.
유사가 승상에서 면직되자 태후 효문황후가 승상으로 자주 권했으나, 경제는 (앞서 오초칠국의 난에서는 친척 중 중 가장 어진 사람으로 생각했음에도) 교만하고 자긍하는 태도가 있다 해 받아들이지 않고 위관을 승상으로 삼았다.
무제가 즉위해 위관을 병으로 면직시키고 승상과 태위 임명을 논했다. 이때 적복이 막 외척으로 무안후에 봉해져 존귀해진 전분에게 두영을 승상으로 권하면 전분은 그에 맞먹는 태위가 될 수 있다고 했고, 전분이 이를 따라 두영이 승상, 전분이 태위가 됐다. 적복은 두영에게 하례하고 말했다. “군후의 성품은 선을 기뻐하고 악을 미워합니다. 지금까지는 선한 사람이 군후를 높여 승상까지 이를 수 있었으나 악인들은 군후를 훼방합니다. 군후는 양쪽을 모두 용납하셔야 행복이 오래 갈 수 있습니다. 그렇지 못하면 앞날이 험하리이다.” 그러나 두영은 이 말을 듣지 않았다.
두영과 전분은 모두 유학을 좋아해 조관을 어사대부로, 왕장을 낭중령으로 삼았다. 노나라에서 신배를 모셔와 명당을 지으려 했고, 열후들은 각 봉국으로 보내는 명령을 내렸다. 또 관을 철폐하고, 복제를 예법에 따라 정했다. 또 두씨 중 행실이 불량한 사람을 모두 문적에서 제했다. 그러나 외척들은 열후가 되고, 열후 중 다수가 공주와 혼인해, 봉국으로 가려 하지 않고, 태황태후 효문황후에게 이들의 험담을 늘어놓았다. 효문황후는 황로지학을 좋아했기에 두영과 전분이 유학자를 천거하고 그들이 도가를 폄하하는 것에 불만을 품고 있었다. 건원 2년(기원전 139년), 조관이 태황태후에게 조정의 일을 상주하기를 그만두자고 하자, 효문황후는 노했고, 결국 두영·전분 내각은 실각했다. 허창이 후임 승상, 장청적이 후임 어사대부가 됐고, 두영과 전분은 직위를 잃고 집으로 돌아갔다.

## 몰락
전분은 비록 지위를 잃었으나 태후 효경황후의 동생이기에 다시 조정에서 세력을 일굴 수 있었고 두영의 문객들도 많이 전분에게 갔다. 건원 6년(기원전 135년), 효문황후가 죽자 승상 허창과 어사대부 장청적은 효문황후의 장례에 불성실했다는 이유로 면직되고 전분이 승상, 한안국이 어사대부가 됐다. 전분의 세력은 점차 왕성해졌고 전분도 점차 교만해졌으나, 효문황후가 죽자 조정에 끄나풀이 아예 떨어져버린 신세가 된 두영은 영락했다. 문객들은 전분에게 가거나 두영에게 불경히 대했고, 다만 관부만이 두영을 따랐다. 두영은 실의하여 묵묵히 있었고 관부를 더욱 두텁게 대했다.
관부는 예전에 조정에서 세력이 있었으나 효문황후의 일족과 싸운 후 세력을 잃고 법을 어겨 관직도 잃어 장안에서 살고 있었다. 처지가 비슷한 둘은 부자지간처럼 가까워졌다.
관부가 상중일 때 승상 전분과 만났고, 전분은 희언으로 함께 두영을 만나고 싶다고 했다. 관부는 이 말을 두영에게 전했고 두영의 집안은 전분을 맞이할 준비를 했다. 그러나 약속한 날 전분은 찾아오지 않았고, 관부가 찾아오자 전분은 관부에게 사과하고서는 마지못해 천천히 두영의 집에 갔다. 분노한 관부가 술자리에서 전분을 말로 침해하자 두영은 전분에게 사과했고 전분은 기뻐하며 돌아갔다.
두영은 전분에게 자신의 전답을 달라는 부탁을 받자 거절했고, 전분은 두영과 관부에게 원한을 품었다. 원광 4년(기원전 131년) 봄, 전분은 관부의 일족이 영천에서 횡포를 부린다며 조사를 청했고, 관부 역시 전분의 비리와 특히 회남왕에게 의심쩍은 말을 한 것을 알고 있었기에 빈객들이 양쪽을 오가며 화해시켰다.
여름, 전분이 연강왕의 딸과 혼인하자 두영은 관부를 데려가려 했고, 관부는 전분과 여전히 틈이 있다며 거부했으나 두영은 억지로 관부를 데려갔다. 관부는 연회에서 전분을 불쾌하게 하고 임여후에게 화를 냈다. 전분은 자신의 혼례는 황태후의 조서에 따른 것이므로 관부를 불경죄로 체포하고 관부 일족을 모두 기시에 처하려 했다. 두영은 관부를 구하려 해 몰래 황제에게 글을 올려 관부의 죄의 실상을 전하고 처형당할 죄는 아니라고 했다. 황제도 그렇게 여기고 동조에서 전분과 송사하게 했다.
동조에서 두영은 관부의 좋은 점을 말하고 죽을 죄를 짓지 않았다고 변호했으며 전분은 관부의 횡포를 말하고 대역무도하다고 했다. 어찌 말해야 할 지 모른 두영은 전분을 공격했고, 전분은 도리어 두영에게 수상한 야심이 있다고 반격했다. 황제가 배석한 신하들에게 어느 쪽이 옳은지 묻자 어사대부 한안국은 두영과 전분 양쪽 주장에 다 동조했고 주작도위 급암은 두영 편을 들었다. 내사 정당시는 처음에는 두영을 변호했으나 끝까지 가지 못했고, 다른 신하들은 감히 말하지 못했다. 황제는 대신들이 평소에는 둘에 대해 이러쿵저러쿵 말하다가 송사 때에는 아무 말도 하지 않는 것을 꾸짖었고, 효경황후를 찾아갔다. 효경황후는 식사도 물리치고 화를 내며 덮어놓고 자기 아우 전분을 두호했다.
황제는 어사에게 두영의 말 중 사실과 어긋난 부분을 찾아 도사공에게 탄핵하게 했다. 사세가 급해지자 두영은 경제 시절에 받은 조서를 사용해 황제를 접견했는데, 황제의 상서에는 경제의 조서가 없었고 두영의 집에만 있었다. 두영은 조서 위조죄까지 걸려, 기시에 처해져야 했다. 5년 10월, 두영은 굶어죽으려 했으나 황제가 두영을 사죄에 처하지 않아 다시 먹으며 병을 다스렸다. 그러나 유언비어를 들은 황제는 뜻을 바꾸어 12월 그믐날에 두영을 위성에서 기시했다.